# Малий Кальчик
Мали́й Ка́льчик — річка в Україні, ліва притока, впадає до Кальчика (Кальчицьке водосховище) (басейн Азовського моря). Довжина 38 км. Площа водозбірного басейну 278 км². Похил 5,1 м/км. Долина коритоподібна.
Назва Малий Кальчик є суто науковою, оскільки в розмовній мові приазовців побутує форма Кальчик (оскільки мало хто знає, звідки він насправді бере початок) або Калка.
За легендарними описами давнини значна кількість науковців визнає те, що події Слова о полку Ігоревім відбулись саме на берегах Калки, південніше за Чердакли.
Живиться за рахунок атмосферних опадів. Льодостав нестійкий (з грудня до початку березня). Використовується на сільськогосподарські потреби.
Річка бере початок на південно-східних околицях м. Волноваха. Тече прямо з півночі на південь. На південь від с. Анадоль за сотню метрів по правому берегу є затоплений гранітний кар'єр. Тече територією Волноваського та Маріупольського районів Донецької області. Впадає до Кальчицького водосховища за Кременівкою, навпроти Касянівки. Споруджено ставки.

## Притоки
- Балка Тавлу, Балка Попова (ліві).